# Atacante (voleibol)

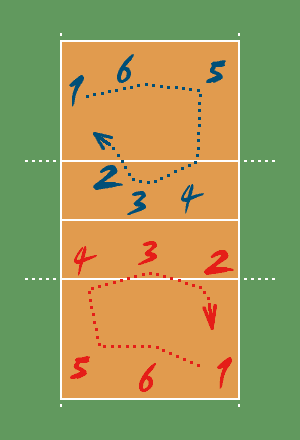
Posições do Voleibol

Atacante é o jogador de voleibol responsável por finalizar as jogadas de ataque do time. Existem diversas posições ocupadas pelos atacantes no voleibol.

## Especialidades

### Atacante de meio (central)
É o jogador responsável por atacar na chamada posição 3, Costumam ser os mais altos, pois normalmente tem uma função mais forte no bloqueio.
É exigido deles bastante agilidade para puxar as chamadas bolas "rápidas", lances onde o levantador manda uma bola muito baixa e veloz.
Nas jogadas ensaiadas normalmente ele puxa a primeira bola, prendendo um bloqueador em sua jogada, que normalmente é uma finta, facilitando o ataque para os jogadores que realmente vão atacar a bola.

### Atacante de Ponta
São os jogadores que atacam das posições de entrada (4) e saída de rede (2), costumam atacar bolas mais altas e tem uma importância dupla tanto no ataque, quanto na defesa especialmente no passe.

### Oposto
É o jogador que atua na posição diretamente oposta ao levantador, ele é o mais especializado em ataque no time, normalmente. Ataca normalmente das posições 2 e 4, além das posições do fundo.
Para ele que é mandada a "bola de segurança", que nada mais é que uma jogada simples, feita quando o passe está ruim ou não se quer arriscar muito. Também costuma ser o jogador mais acionados nos ataques antes da linha de três metros.

### Levantador-atacante
Normalmente em times que usam o sistema "4x2 com infiltração", o levantador quando está nas posições de rede, vira um atacante. Nesses casos ele age exatamente como um oposto, com a diferença que normalmente não é um especialista em ataque e não é o responsável maior pelos ataques do time.